# Chloroclystis encteta
Sigillictystis encteta là một loài bướm đêm trong họ Geometridae.